# Maiglöckchenhähnchen
Das Maiglöckchenhähnchen (Lilioceris merdigera) ist ein Käfer aus der Familie der Blattkäfer (Chrysomelidae).

## Merkmale
Die Käfer werden sechs bis sieben Millimeter lang und haben einen gedrungenen Körperbau. Der verhältnismäßig kleine Halsschild ist glänzend und leuchtend rot gefärbt. Er ist an den Seiten deutlich eingeschnitten. Die Deckflügel sind ebenso gefärbt und tragen mehrere Punktreihen, die bis zu den Deckflügelspitzen reichen. Anders als beim ähnlichen Lilienhähnchen (Lilioceris lilii) sind der Kopf und die Beine überwiegend rot gefärbt. Auch das Schildchen (Scutellum) ist beim Maiglöckchenhähnchen rot, bei der ähnlichen Art ist es schwarz.

## Vorkommen und Lebensweise
Die Tiere leben in Wäldern und an deren Rändern, auf Feldern und auch in Gärten. Man findet sie von April bis September an Lilien- und Lauchgewächsen, wie etwa an Türkenbund (Lilium martagon), Maiglöckchen (Convallaria majalis), Acker-Gelbstern (Gagea villosa) oder Zwiebel (Allium cepa) und Knoblauch (Allium sativum), aber auch an Weißwurzen (Polygonatum) und Spargel (Asparagus). Sowohl die Imagines, als auch die Larven ernähren sich von den Blättern der Pflanzen und können bei starkem Auftreten Schäden verursachen. Die Larven leben alleine oder gesellig und schützen sich durch eine aus eigenem Kot gebaute, dunkle Hülle, die zur Abwehr von Fressfeinden auch Sekundärmetabolite aus der Wirtspflanze enthalten kann. Die Imagines können über ihren Stridulationsapparat am Analsegment zirpende Geräusche erzeugen.

## Belege
- Georg Möller, Reiner Grube, Ekkehard Wachmann: Der Fauna Käferführer I – Käfer im und am Wald Fauna-Verlag, Nottuln 2006, ISBN 3-935980-25-6.
- Jiři Zahradnik, Irmgard Jung, Dieter Jung et al.: Käfer Mittel- und Nordwesteuropas. Parey, Berlin 1985, ISBN 3-490-27118-1.
- Michael Baum, Susanne Dobler: Poison is a matter of perspective: The Lily of the valley (Convallaria majalis) and the Onion Beetle (Lilioceris merdigera, Chrysomelidae, Criocerinae), 107. Jahrestagung der Deutschen Zoologischen Gesellschaft 2014, DOI:10.13140/RG.2.2.23667.02082